# Ryūzō Hiraki
Ryūzō Hiraki (平木隆三?, Hiraki Ryūzō; Osaka, 7 ottobre 1931 – Toyota, 2 gennaio 2009) è stato un dirigente sportivo, calciatore e allenatore di calcio giapponese, di ruolo difensore.

## Biografia
Proveniente da una famiglia di industriali (i genitori, Enako e Makizo Hiraki, gestivano un'acciaieria di Osaka), dopo la laurea conseguita nel 1957 all'università di Kwansei, lavorò per la Yuasa e per la Furukawa Electric per poi divenire dirigente della federazione calcistica nazionale. Ritiratosi da tutti gli incarichi nel 1993, nel 2005 fu incluso nella Japan Football Hall of Fame. È morto nel 2009, in seguito a una polmonite.

## Carriera

### Giocatore
Dopo le prime esperienze nella squadra della Kishiwada High School, si trasferì al club calcistico dell'università di Kwansei dove divenne uno dei migliori elementi della squadra dell'ateneo. Subito dopo il conseguimento della laurea, Hiraki giocò per un anno nel club calcistico della Yuasa Batteries per poi passare definitivamente al Furukawa Electric dove vinse tre edizioni della Coppa dell'Imperatore tra il 1960 e il 1964 e partecipò a sei gare della Japan Soccer League.
Conta trenta presenze e una rete in Nazionale maggiore  esordendo nel marzo 1954, in occasione di un match contro la Corea del Sud valido per le qualificazioni ai Mondiali del 1954. Figurò nelle rose dei convocati per le Olimpiadi di Melbourne e di Tokyo.

### Allenatore
Iniziò la propria carriera di allenatore parallelamente a quella di calciatore ricoprendo, tra il 1963 e il 1965, l'incarico di tecnico del Furukawa Electric (con cui vinse la Coppa dell'Imperatore nella stagione 1964 e raggiunse il terzo posto nella prima edizione della Japan Soccer League) e delle nazionali minori (tra cui l'Under-21). Dopo oltre venti anni di inattività, tornò alla guida di una squadra di calcio allenando, tra il 1992 e il 1993, il Nagoya Grampus Eight.

### Dirigente
Subito dopo il ritiro dal calcio giocato, fece parte della commissione tecnica che guidò la Nazionale alle Olimpiadi di Città del Messico per poi entrare nel comitato dirigenziale della JFA, di cui fu nominato direttore esecutivo nel 1988.

## Statistiche

### Presenze e reti nei club
| Stagione | Squadra                  | Campionato | Campionato | Campionato |
| Stagione | Squadra                  | Comp       | Pres       | Reti       |
| -------- | ------------------------ | ---------- | ---------- | ---------- |
| 1965     | Furukawa Electric        | JSL        | 6          | 0          |
| 1966     | Furukawa Electric        | JSL        | 0          | 0          |
|          | Totale Furukawa Electric |            | 6          | 0          |

## Palmarès
- All Japan Business Football Championship: 3

1959, 1961, 1962
- Coppa dell'Imperatore: 3

1960, 1961, 1964